# Germà Bel i Queralt
Germà Bel i Queralt (les Cases d'Alcanar, Alcanar, Montsià, 1963) és un economista i polític català, diputat al Congrés dels Diputats en la VII Legislatura i diputat al Parlament de Catalunya en la XI Legislatura.

## Biografia
És llicenciat i doctor en Economia per la Universitat de Barcelona, màster en Economia per la Universitat de Chicago i catedràtic d'Economia Aplicada a la Universitat de Barcelona. De 1987 a 1990 va ser becari Fulbright i becari MEC d'investigació. De 1990 a 1993 va ser assessor al Ministeri per a les Administracions Públiques i al Ministeri d'Obres Públiques i Transports. L'any 1980 va ingressar a la Joventut Socialista de Catalunya, i el 1982 al PSC-PSOE. A les eleccions generals espanyoles de 2000 fou elegit diputat per Barcelona. Des del 2004 ha continuat la seva tasca docent a la universitat de Barcelona, i ha exercit com a professor visitant a les Universitats Cornell i Princeton, i com investigador visitant a Cornell i Harvard.
A principis de 2011 va adquirir notorietat amb el seu llibre Espanya, capital París, que estudia la capitalitat de Madrid, les infraestructures del Regne d'Espanya i l'impacte d'ambdós en l'economia. El llibre fou escrit en castellà i traduït al català i a l'anglès el primer any. Arran de la seva publicació es va convertir en tertulià habitual d'El matí de Catalunya Ràdio i d'altres espais a què fou convidat. També va esdevenir un analista de referència de les inversions en infraestructures. El 2013 va publicar Anatomia d'un desengany, llibre en què analitza els factors que expliquen l'augment del suport a la independència de Catalunya. Ha participat en els documentals Cataluña-Espanya (2009), Adéu, Espanya? (2010) i L'endemà (2014).
El 2013 va ser nomenat membre del Consell Assessor per a la Transició Nacional i el 24 de juliol del 2015 es va saber que Bel encapçalaria la candidatura a la demarcació de Tarragona de la coalició independentista Junts pel Sí. A les eleccions al Parlament de Catalunya de 2017, va renunciar a tornar-se a presentar com a candidat.